# Jean Hans
Jean Hans (Roeselare, 21 novembre 1900 – Roeselare, 28 gennaio 1959) è stato un ciclista su strada francese, professionista dal 1923 al 1933.

## Carriera
Non colse successi nella sua carriera ma piazzamenti di notevole prestigio nelle grandi corse il linea dell'epoca eroica del ciclismo.  
Nel 1921 e 1922 fu terzo alla Bruxelles-Gand, mentre alla Liegi-Bastogne-Liegi ottenne un 2°, un 7° 
Prese parte a due edizioni del Tour de France. Nel Tour del 1923 si piazzò 52°, Nel Tour del 1908 invece partì sin dall'inizio ma si ritirò alla sesta tappa.

## Piazzamenti

### Grandi Giri
- Tour de France

1927: 52°
1928: ritirato

### Classiche monumento
- Milano-Sanremo

1929: ritirato
- Parigi-Roubaix

1930:  ritirato
- Liegi-Bastogne-Liegi

1926: 7º
1927: 2º
1929: 11º